# Spondylosium granulatum
Spondylosium granulatum là một loài Song tinh tảo trong họ Desmidiaceae, thuộc chi Spondylosium.